# Mirco Born
Mirco Born (Haren, 1994. június 28. –) német korosztályos válogatott labdarúgó, aki jelenleg a Hertha BSC II játékosa.

## Statisztika
| Klub információ       | Klub információ       | Klub információ       | Bajnokság | Bajnokság | Kupa      | Kupa      | Nemzetközi | Nemzetközi | Összesen | Összesen |
| Szezon                | Klub                  | Bajnokság             | Mérk.     | Gól       | Mérk.     | Gól       | Mérk.      | Gól        | Mérk.    | Gól      |
| Németország           | Németország           | Németország           | Bajnokság | Bajnokság | DFB-Pokal | DFB-Pokal | UEFA       | UEFA       | Összesen | Összesen |
| --------------------- | --------------------- | --------------------- | --------- | --------- | --------- | --------- | ---------- | ---------- | -------- | -------- |
| 2012–13               | Twente                | Eredivisie            | 1         | 0         | 1         | 0         | 2          | 0          | 4        | 0        |
| 2013–14               | Viktoria Köln         | Regionalliga West     | 13        | 0         | 0         | 0         | 0          | 0          | 13       | 0        |
| 2014–15               | Hertha BSC II         | Regionalliga Nordost  | 22        | 5         | 0         | 0         | 0          | 0          | 22       | 5        |
| Összesen              | Németország           | Németország           | 36        | 5         | 1         | 0         | 2          | 0          | 43       | 5        |
| Karrier teljesítménye | Karrier teljesítménye | Karrier teljesítménye | 36        | 5         | 1         | 0         | 2          | 0          | 43       | 5        |

## Sikerei, díjai
- Németország U17
  - U17-es labdarúgó-világbajnokság bronzérmes: 2011